# Scymnomorphus perpusillus
Scymnomorphus perpusillus (лат.) — вид божьих коровок рода Scymnomorphus из подсемейства Microweiseinae. Неотропика: Колумбия (Валье-дель-Каука).

## Описание
Мелкие жуки (длина около 1 мм), по форме удлинённые, овальные. Голова красновато-коричневая, переднеспинка такого же цвета, но темнее, последняя с передне-боковой линией, соединяющейся с боковым краем. Надкрылья черные, с боковой полосой по краю надкрылий. Переднеспинка темная красновато-коричневая, вершинные вентриты светлее. Усики, нижние челюсти и ноги желтовато-коричневые. Голова не очень блестящая, с мелкими точками, более густыми на переднеспинке и еще более густыми на надкрыльях.